# Прогресс М-47
Прогресс М-47 — транспортный грузовой космический корабль (ТГК) серии «Прогресс», запущен к Международной космической станции. 10-й российский корабль снабжения МКС. Серийный номер 247.

## Цель полёта
Доставка на МКС более 2500 килограммов различных грузов, в числе которых топливо для двигательных установок орбитальной станции, кислород, воздух, питьевую воду, приборы для научных экспериментов, бортдокументацию, контейнеры с продуктами питания, посылки для экипажа.

## Хроника полёта
- 02.02.2003, в 15:59:40 (MSK), (12:59:40 UTC) — запуск с космодрома Байконур;
- 04.02.2003, в 17:49:03 (MSK), (14:49:03 UTC) — осуществлена стыковка с МКС к стыковочному узлу на агрегатном отсеке служебного модуля «Звезда». Процесс сближения и стыковки проводился в автоматическом режиме;
- 28.08.2003, в 02:48:08 (MSK), (22:48:08 UTC) — ТГК отстыковался от орбитальной станции и отправился в автономный полёт.

## Перечень грузов
Суммарная масса всех доставляемых грузов: 2568 кг
| Название | Масса (кг) |
| --- | ---------- |
| Топливо в баках системы дозаправки                                                                           | 870        |
| Газ в баллонах средств подачи кислорода (СрПК):                                                              |            |
| Кислород | 50         |
| Воздух | 70         |
| Вода в баках системы «Родник»                                                                                | 420        |
| Топливо в КДУ для нужд МКС                                                                                   | 250        |
| Грузы, доставляемые в герметичном отсеке (суммарная масса — 1328 кг):                                        |            |
| Оборудование для систем:                                                                                     |            |
| обеспечения газового состава (СОГС)                                                                          | 65         |
| водообеспечения (СВО)                                                                                        | 79         |
| обеспечения теплового режима (СОТР)                                                                          | 34         |
| Оборудование для дооснащения и обслуживания бортовых систем                                                  | 80         |
| электропитания (СЭП)                                                                                         | 93         |
| Средства санитарно-гигиенического обеспечения (ССГО)                                                         | 182        |
| Научная аппаратура                                                                                           | 48         |
| Контейнеры с рационами питания, свежие продукты                                                              | 317        |
| Медицинское оборудование, бельё, средства личной гигиены и профилактики воздействия невесомости              | 209        |
| Оборудование для ФГБ «Заря»                                                                                  | 32         |
| Бортдокументация, посылки для экипажа, комплект для фотоаппаратуры                                           | 30         |
| Оборудование для американского сегмента, в том числе продукты, средства санитарно-гигиенического обеспечения | 159        |

## Фотографии

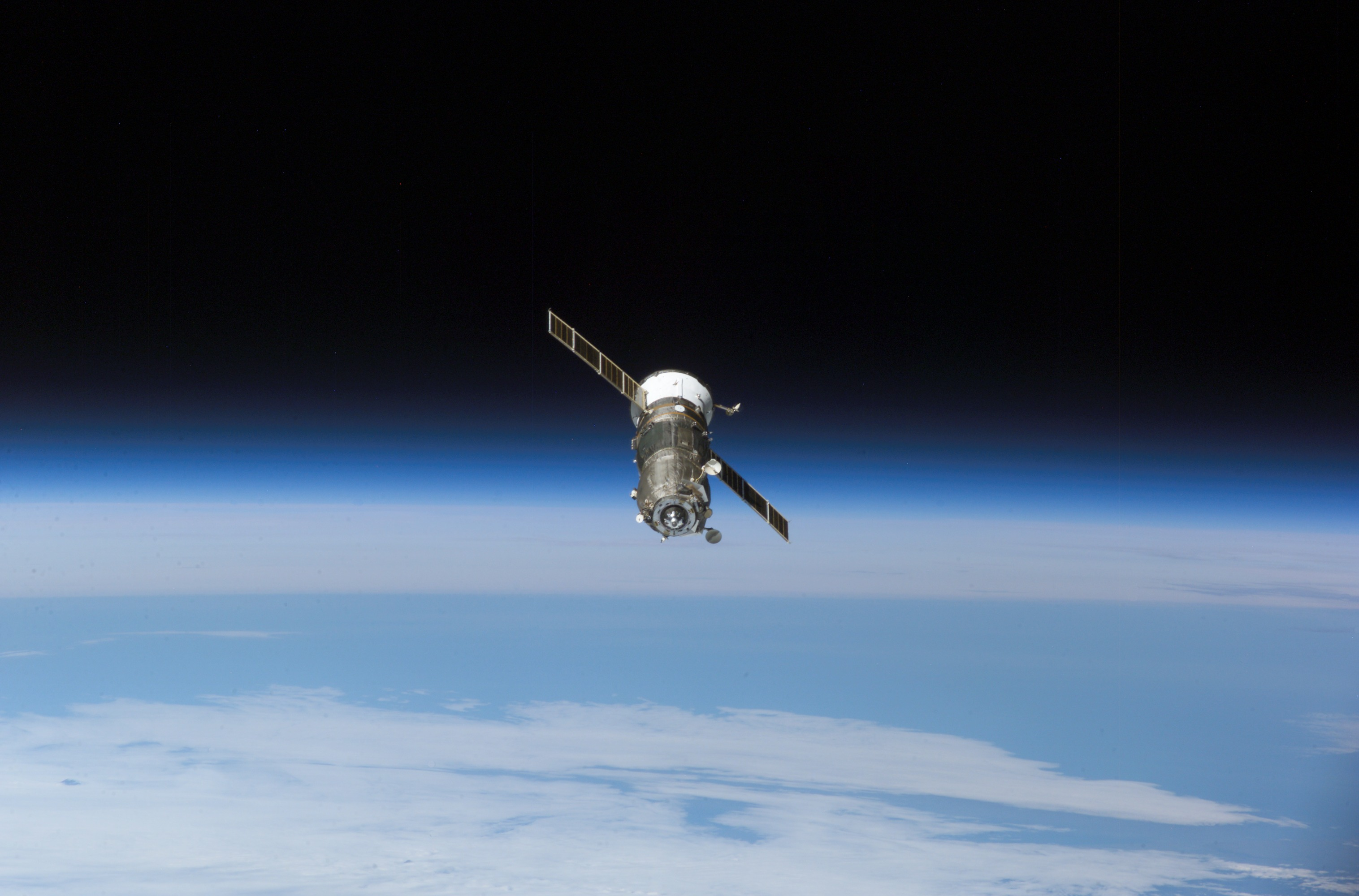
ТГК «Прогресс М-47» в автономном полёте. После расстыковки с МКС